# Real Decreto 664/1997 sobre la protección de los trabajadores contra los riesgos relacionados con la exposición a agentes biológicos durante el trabajo
El Real Decreto 664/1997, de 12 de mayo, sobre la protección de los trabajadores contra los riesgos relacionados con la exposición a agentes biológicos durante el trabajo tiene por objeto, en el marco de la Ley 31/1995 de 8 de noviembre, la protección de los trabajadores contra los riesgos para su salud y su seguridad derivados de la exposición a agentes biológicos durante el ejercicio de su trabajo, así como la prevención de dichos riesgos mediante el establecimiento de las disposiciones mínimas aplicables a las actividades en las que los trabajadores están, o pueden estar, expuestos a agentes biológicos.
En el ámbito de la Unión Europea se han fijado criterios de carácter general sobre las acciones en materia de seguridad y salud en los centros de trabajo, así como criterios específicos referidos a medidas de protección contra accidentes y situaciones de riesgo, concretamente la Directiva 90/679/CEE, de 26 de noviembre de 1990, sobre la protección de los trabajadores contra los riesgos relacionados con la exposición a agentes biológicos durante el trabajo, establece las disposiciones específicas mínimas en este ámbito; esta Directiva fue posteriormente modificada por la Directiva 93/88/CEE, de 12 de octubre de 1993 y adaptada al progreso técnico por la Directiva 95/30/CE, de 30 de junio de 1995. 
Mediante el presente Real Decreto se procede a la transposición al Derecho español del contenido de las tres Directivas mencionadas.

## Contenido

### Clasificación de los agentes biológicos
En su artículo 3 se realiza una clasificación de los agentes biológicos en cuatro grupos en función del riesgo de infección: ¨grupo 1, grupo 2, grupo 3 y grupo 4, en la que los agentes biológicos del grupo 4 son aquellos que suponen un peligro para los trabajadores, con muchas posibilidades de que se propague al colectivo y sin que exista profilaxis o tratamiento eficaz. 
Así mismo, en el Anexo II del documento se presenta una lista de agentes biológicos clasificados en los grupos 2, 3 o 4, además de informaciones adicionales de utilidad preventiva para otros agentes biológicos.
En su artículo 6, se hace notar la necesidad de adopción de medidas seguras para la recepción, manipulación y transporte de los agentes biológicos dentro del lugar de trabajo.

### Obligaciones del empresario
Entre los artículos 4 y 13 del Real Decreto 664/1997 se desarrollan una serie de obligaciones que el empresario debe cumplir al amparo de esta normativa. El empresario debe identificar y evaluar los riesgos derivados de la exposición de los trabajadores a agentes biológicos en su trabajo; sustituir, cuando sea posible, los agentes biológicos peligrosos por otros agentes que no lo sean, o lo sean en menor grado; reducir los riesgos de exposición al nivel más bajo posible, la toma de las medidas higiénicas necesarias (protocolos, instalaciones, suministros de EPIs,...); garantizar una vigilancia adecuada de la salud de los trabajadores expuestos a riesgos biológico; disponer de la documentación adecuada; notificar e informar a las autoridades competentes e informar, consultar y formar a los trabajadores.

### Otras disposiciones
Además de lo anterior, el Real Decreto establece una serie de medidas sanitarias para los establecimientos sanitarios y veterinarios, en especial, la especificación de procedimientos apropiados de descontaminación y desinfección y la aplicación de procedimientos que permitan manipular y eliminar sin riesgos los residuos contaminados.
En los laboratorios, incluidos los laboratorios de diagnóstico e investigación, y en los locales destinados a animales de laboratorio, deliberadamente contaminados por agentes biológicos de los grupos 2, 3 o 4 o que sean o se sospeche que son portadores de estos agentes, se tomarán las medidas adecuadas de contención (anexo IV: Indicaciones relativas a las medidas de contención y a los niveles de contención).
Teniendo en cuenta lo anterior, en los procedimientos industriales que utilicen agentes biológicos de los grupos 2, 3 o 4 deberán tomarse las medidas adecuadas expuestas en el anexo V: Indicaciones relativas a las medidas de contención y a los niveles de contención para procesos industriales.

## Modificaciones del Real Decreto
El Anexo II de este Real Decreto es modificado por la O.M. 25 de marzo de 1998, por la que se adapta en función del progreso técnico el Real Decreto 664/1997, de 12 de mayo, sobre la protección de los trabajadores contra los riesgos relacionados con la exposición a agentes biológicos durante el trabajo.